# جون بيتيت
جون بيتيت (بالإنجليزية: John Pettit)‏ هو محامي أمريكي، ولد في 13 يوليو 1935، وتوفي في 30 أكتوبر 2010.